# Семенково (Тотемский район)
Семенково — деревня в Тотемском районе Вологодской области.
Входит в состав Погореловского сельского поселения, с точки зрения административно-территориального деления — в Погореловский сельсовет.
Расстояние по автодороге до районного центра Тотьмы — 61,3 км, до центра муниципального образования деревни Погорелово — 1,2 км.
По переписи 2002 года население — 11 человек.